# Bernardo de Iturrizarra
Bernardo de Iturrizarra y Mansilla (* Ezcaray, 1608 - † Lima, 1678), fue un juez y político español. En su calidad de presidente de la Real Audiencia de Lima estuvo a cargo del gobierno del Virreinato del Perú entre los años 1666 y 1667.

## Biografía
Fue hijo de Juan de Iturrizara y Catalina de Mansilla Mauleón. Hizo sus estudios de leyes en la Universidad de Alcalá de Henares, con especialidades de Derecho Civil y Canónico. Luego de graduarse de doctor en ambos derechos, ejerció la docencia en la Universidad como catedrático de Digesto y Decretales.
Posteriormente viajó al Perú al ser nombrado Alcalde del crimen en la Audiencia de Lima (1647), siendo promovido al cargo de Oidor (juez de la Audiencia) en 1652, llegando a ser Decano (miembro más antiguo) de la misma.
En el intervalo entre la muerte del virrey Diego de Benavides y de la Cueva, conde de Santisteban del Puerto (1666), y la llegada de su reemplazante, Pedro Antonio Fernández de Castro, conde de Lemos (1667), Iturrizarra ejerció las funciones de gobernador y capitán general del Virreinato.
Falleció en Lima en 1678.

## Gobierno de la Audiencia de Lima (1666-1667)
La Audiencia presidida por Bernardo de Iturrizarra y compuesta por los oidores doctor D. Bartolomé de Salazar, licenciado D. Fernando Velasco y Gamba, doctor D. Pedro González Güemes y licenciado D. Diego Cristóbal de Mejía, gobernó durante un año, ocho meses y cinco días.
Durante este período llegó a Lima la noticia de la muerte del rey Felipe IV (24 de julio de 1666), suceso ocurrido el año anterior. Se ordenó que se celebrasen los funerales correspondientes el día 17 de septiembre de ese año, en la Catedral de Lima, de todo lo cual nos ha dejado una Relación Diego de León Pinelo. Y el 19 de octubre siguiente, en cumplimiento de una real cédula, se levantaron en la ciudad pendones en nombre del nuevo rey, Carlos II con mucha pompa y aparato como la ocasión lo requería, sucediéndose luego las fiestas por todas las ciudades del virreinato.
El 8 de octubre de 1667 se realizó en Lima un Auto de fe en el que figuró como reo el médico francés César Bandier, quien había venido en el séquito del virrey Diego de Benavides y de la Cueva, conde de Santisteban, de cuyo hijo Manuel fue ayo. Acusado de blasfemo, hereje y ateo, la Inquisición se contentó con que abjurase de sus errores condenándole a cárcel perpetua y a destierro, entre otras penas menores, como la prohibición de ejercer la medicina.
Durante este período continuó la crítica situación en Chile, conmovida poco antes por una rebelión general de los araucanos, y empezaron los disturbios en Laicacota, cerca de Puno, promovido por los hermanos Gaspar y José de Salcedo, ricos mineros de la región, espinosos asuntos que el siguiente gobierno virreinal tendría que enfrentar.
Para poner algún freno a los excesos de los corregidores, se dispuso que estos funcionarios prestasen el juramento exigido según una fórmula que redactaron los mismos oidores y en la cual se detallaban los abusos que debían evitar. Tanto esta Forma de juramento como otro escrito titulado: Prevenciones en favor de los indios del Perú contra excesos de Corregidores se mandaron imprimir en 1666 y se publicaron por bando el 29 de mayo de ese año. Dichos documentos constituyen una prueba de los abusos de dichos funcionarios, que por desgracia no eran casos aislados sino que estaban muy extendidos.
Tras la llegada del nuevo virrey (el conde de Lemos), la Audiencia le entregó a éste una Relación del estado del reino, fechada en Lima el 15 de noviembre de 1667, la misma que fue reproducida en uno de los tomos de la colección histórica de Sebastián Lorente.

## Descendencia
Contrajo matrimonio con Paula Antonia Gómez del Castillo Enríquez y Herrera. Entre otros hijos tuvieron a:
- Manuela de Iturrizarra y Gómez del Castillo, la cual se casó con D. Pedro Vallejo y Cañiego, de la orden de Alcántara, mayorazgo en Burgos, regidor de Valencia y de Lima, corregidor del Cuzco y otras provincias, y encomendero de Piura. Estos fueron los padres del célebre general D. José Vallejo, natural de Lima, conde de Viruega.

- Catalina Ángela de Iturrizarra y Gómez del Castillo, quien se casó en primeras nupcias con Jerónimo Bravo de Saravia y Henestroza, nacido en Santiago de Chile y corregidor de Paucarcolla en Perú, cuya única hija legítima fue la II Marquesa de la Pica; y en segundas nupcias, con el maestre de campo Diego Hurtado de Mendoza y Jaraquemada, cuyos hijos Diego y Francisco, llegarían a ser rector de la Universidad de San Marcos y alcalde ordinario de Lima, respectivamente.